# Paterson (New Jersey)
Paterson è una città degli Stati Uniti d'America, capoluogo della Contea di Passaic nello Stato del New Jersey. Con una popolazione di 159 732 abitanti (censimento del 2020), è la terza città più popolosa dello Stato. 
Viene anche chiamata Silk City (città della seta) perché nel XIX secolo vi si produceva una seta particolarmente rinomata: la zona di Paterson ebbe infatti un ruolo determinante nella rivoluzione industriale degli Stati Uniti.

## Storia
Alla fine XVIII secolo, la Society for the Establishment of Useful Manufactures fondata da Alexander Hamilton decise di intraprendere un progetto che consentisse di utilizzare l'energia delle cascate del fiume Pendraic a fini industriali. Il sito prescelto per i lavori fu chiamato Paterson in onore di William Paterson, allora governatore del New Jersey e firmatario della Costituzione degli Stati Uniti. Il lavoro di progettazione fu dapprima affidato all'architetto e ingegnere francese Pierre L'Enfant; il progetto di L'Enfant, che prevedeva lo scavo di un canale nella roccia e la costruzione di un acquedotto, venne però considerato troppo costoso dai direttori della Society for Establishment of Useful Manufactures, e l'incarico passò a Peter Colt, che nel 1794 portò a termine il progetto. L'Enfant aveva anche steso il piano del centro cittadino; in seguito, mise in pratica alcune delle idee generali che aveva pensato per Paterson quando ricevette l'incarico di progettare Washington.
La fine dei lavori di produzione di energia idrica diede l'impulso alla nascita di un complesso industriale, e di conseguenza si sviluppò il centro urbano. L'11 aprile 1831, l'area di Paterson venne riconosciuta come township della vicina città di Acquackanonk, a sua volta appartenente alla giurisdizione della contea di Essex. Solo il 7 febbraio 1837 Paterson divenne città amministrativamente indipendente, passando al contempo a far parte della contea di Passaic. Contemporaneamente, il complesso industriale di Paterson, principalmente dedicato alla lavorazione della seta, divenne un esempio per il resto degli Stati Uniti; per questo motivo Paterson viene frequentemente indicata come "la culla" della rivoluzione industriale americana, e la città ricevette il nomignolo di Silk City.
Nel 1835, Samuel Colt iniziò a produrre armi da fuoco a Paterson, sebbene il centro della sua produzione rimanesse ad Hartford, nel Connecticut. Paterson fu anche la base per le prime sperimentazioni con i sommergibili progettati dall'inventore statunitense John Holland (due dei primi prototipi di Holland si trovano attualmente esposti al Paterson Museum).
La città divenne uno dei punti di riferimento dell'emigrazione italiana verso gli Stati Uniti nel corso del tardo XIX secolo. La comunità italiana di Paterson, come risulta dai registri anagrafici, arrivava a contare alla fine del secolo circa 20 000 persone, conservando un forte legame con la madrepatria. Legame d'identità, ma anche di partecipazione alla vita politica.
Da Paterson partì Gaetano Bresci, l'anarchico che uccise a Monza il re Umberto I.

## Paterson nella cultura di massa
Paterson è stato lo scenario del pluriomicidio di cui fu ingiustamente accusato Rubin Hurricane Carter nel 1966, da cui fu scagionato solo nel 1985 dopo che furono riconosciuti i pregiudizi razziali che portarono alla condanna. A questo fatto si sono ispirate una canzone di Bob Dylan, intitolata Hurricane, e un film con Denzel Washington e diretto da Norman Jewison chiamato anch'esso Hurricane - Il grido dell'innocenza.
Paterson fa anche d'ambientazione all'omonimo film di Jim Jarmusch, in cui il protagonista, interpretato da Adam Driver, è un autista di autobus che scrive poesie.
La città è inoltre citata dallo scrittore Jack Kerouac nel romanzo Sulla strada.